# Saison 1 de Sur écoute
Chronologie
Saison 2
Cet article présente la première saison de la série Sur écoute (The Wire).

## Distribution

### La loi

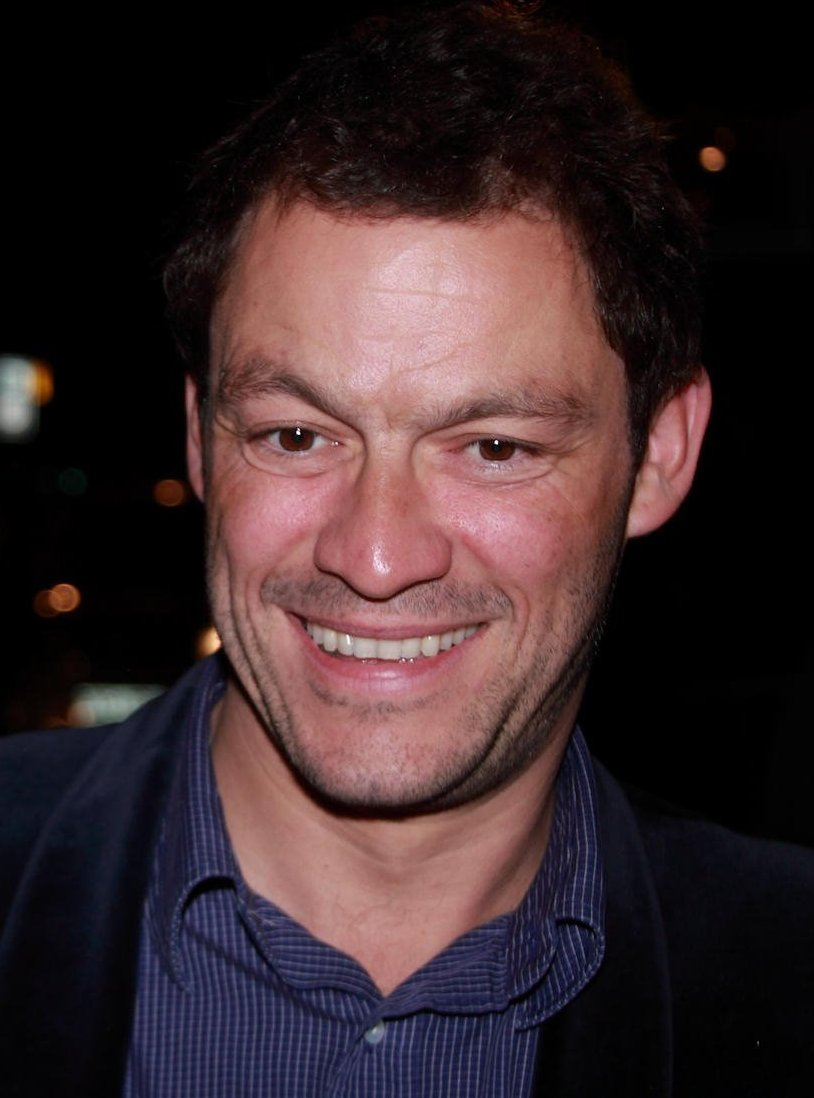
Dominic West interprète Jimmy McNulty.

- Dominic West (VF : Bruno Dubernat) : inspecteur James « Jimmy » McNulty
- John Doman (VF : Patrick Floersheim) : major  William A. Rawls
- Frankie R. Faison (VF : Benoît Allemane) : préfet de police Ervin H. Burrell
- Clarke Peters (VF : Jean-Claude Sachot) : inspecteur Lester Freamon
- Wendell Pierce (VF : Pascal Renwick) : inspecteur William « Bunk » Moreland
- Lance Reddick (VF : Thierry Desroses) : lieutenant puis capitaine Cedric Daniels
- Sonja Sohn (VF : Virginie Ogouz) : inspecteur Shakima « Kima » Greggs
- Jim True-Frost (VF : Jérôme Berthoud) : inspecteur Roland « Prez » Pryzbylewski
- Seth Gilliam (VF : Christophe Peyroux) : inspecteur Ellis Carver
- Delaney Williams (VF : Marc Alfos) : sergent Jay Landsman
- Domenick Lombardozzi (VF : Pascal Casanova) : Thomas « Herc » Hauk
- Corey Parker Robinson (VF : Guillaume Lebon) : Leander Sydnor
- Al Brown (VF : Marc de Georgi) : Stanislaus « Stan » Valchek
- Neko Parham (VF : Éric Etcheverry) : Troy Wiggins
- Deirdre Lovejoy (VF : Annie Le Youdec) : procureur adjoint Rhonda Pearlman
- Callie Thorne (VF : Brigitte Aubry) : Elena McNulty
- Michael Kostroff (VF : Daniel Lafourcade) : Maurice « Maury » Levy

### La rue

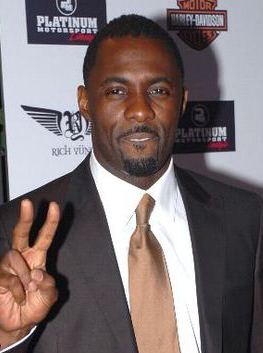
Idris Elba interprète Stringer Bell.

- Idris Elba (VF : Emmanuel Jacomy) : Russell « Stringer » Bell
- Michael K. Williams (VF : Jérôme Pauwels) : Omar Little
- Wood Harris (VF : Jean-Paul Pitolin) : Avon Barksdale
- Lawrence Gilliard Jr. (VF : Lucien Jean-Baptiste) : D'Angelo « D » Barksdale
- Clayton LeBouef (VF : Boris Rehlinger) : Wendell « Orlando » Blocker
- J. D. Williams (VF : Frantz Confiac): Preston « Bodie » Broadus
- Hassan Johnson (VF : Patrick Borg) : Roland « Wee-Bey » Brice
- Brandon Price : Anton « Stinkum » Artis
- Robert F. Chew (VF : Mohamed Sanou) : Joseph « Proposition Joe » Stewart
- Tray Chaney (VF : Sidney Kotto) : Malik « Poot » Carr
- Fredro Starr : Shaun « Bird » Hilton
- Michael B. Jordan (VF : Hervé Rey) : Wallace
- Andre Royo (VF : Joël Zaffarano puis Eric Etchverry) : Reginald « Bubbles » Cousins
- Leo Fitzpatrick (VF : Jean-François Vlérick) : Johnny Weeks
- Steve Earle : Walon
- Michael Hyatt (VF : Martine Meiraghe) : Brianna Barksdale
- Stephen F. Schmidt (VF : Emmanuel Curtil) : le mandataire de Roland « Wee-Bey » Brice
- Melvin Williams (VF : Jean-Pierre Leroux) : le diacre

### La politique
- Isiah Whitlock Jr. (VF : Jean-Luc Atlan) : sénateur Clayton « Clay » Davis
- Maria Broom (VF : Catherine Artigala) : Marla Daniels

 Source et légende : version française (VF) sur RS Doublage et Doublage Séries Database

## Résumé

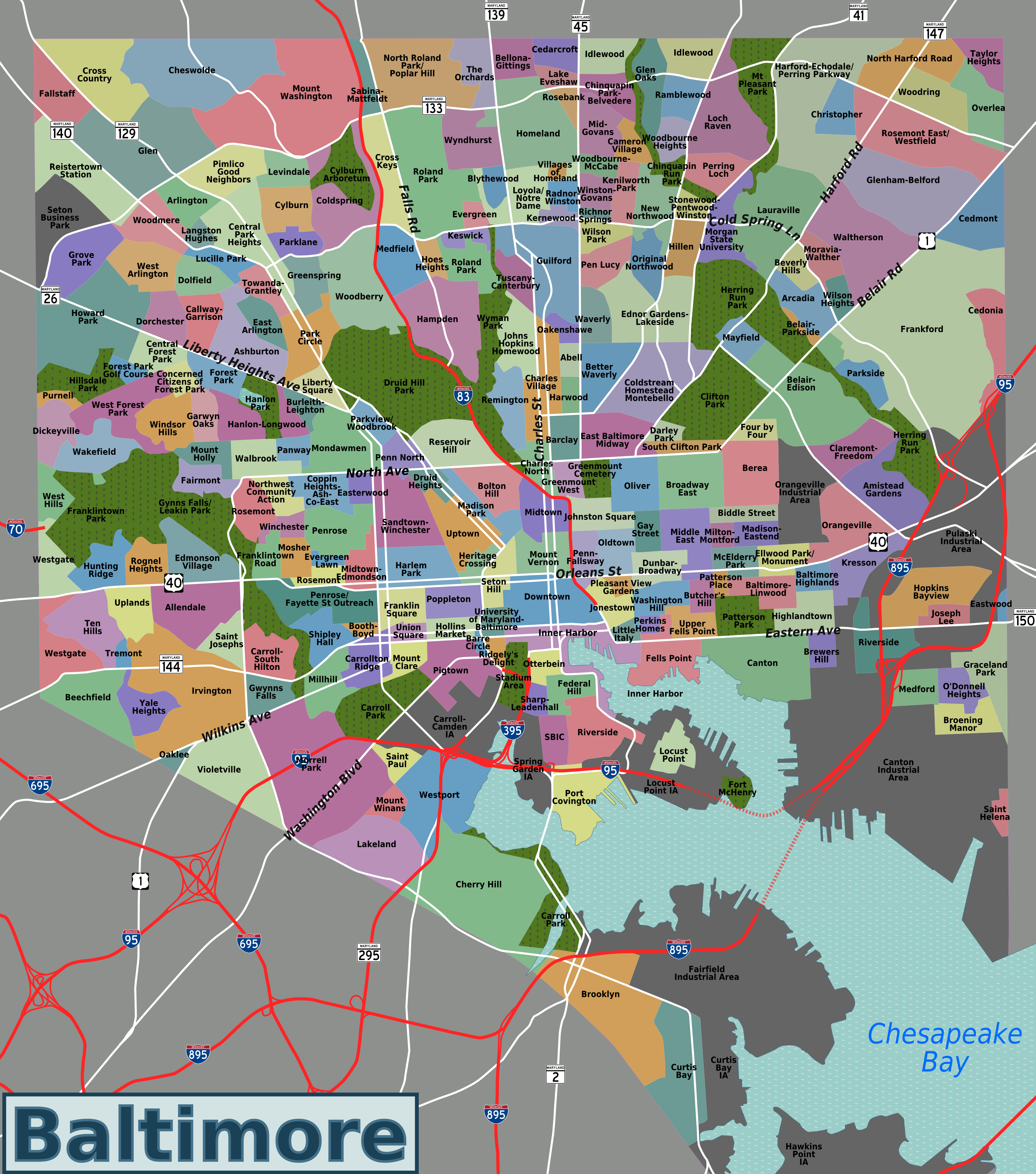
Carte de Baltimore et de ses quartiers.

La première saison de Sur écoute introduit deux groupes majeurs de personnages : le service de police de Baltimore (Baltimore Police Department ou BPD) et une organisation criminelle de trafic de drogue gérée par la famille Barksdale. La saison suit l'enquête de police à propos de cette dernière sur 13 épisodes.
L'investigation est déclenchée à la suite de l'acquittement de D'Angelo Barksdale pour meurtre après qu'un témoin clé a décidé de changer sa version en plein procès. Furieux, l'inspecteur Jimmy McNulty rencontre en privé le juge Daniel Phelan. Il lui explique que le témoin a probablement été intimidé par les membres de l'empire de la drogue d'Avon Barksdale, l'oncle de D'Angelo, et en particulier son bras droit, Stringer Bell, présent au tribunal. McNulty confie également à Phelan qu'aucune enquête n'a été ouverte sur les activités criminelles de Barksdale, qui comprend une large partie du trafic de drogue de la ville et plusieurs homicides irrésolus.
En réaction aux dires de McNulty, Phelan se plaint aux hauts responsables du BPD, les obligeant à ouvrir une enquête sur Barksdale. Cependant, en raison des dysfonctionnements liés au service, l'enquête se veut n'être qu'une façade dans le but d'apaiser le juge. Différentes brigades, telles que la brigade criminelle ou celle des stupéfiants, sont convoquées mais une lutte oppose les officiers les plus motivés à leurs supérieurs durant toute la saison, l'ingérence des hauts gradés menaçant régulièrement de ruiner leurs efforts. Le commandant de l'enquête, le lieutenant Cedric Daniels, fait office de médiateur entre les deux groupes adverses.
Pendant ce temps, le gang Barksdale, organisé et précautionneux, se dévoile à travers ses personnages et sa hiérarchie. L'organisation est continuellement contrariée par une équipe de braqueurs menée par Omar Little, une querelle qui entraîne plusieurs morts. De son côté, D'Angelo est tiraillé entre sa vie criminelle et les personnes qu'elle affecte.
La police n'a que peu de succès lors de ses arrestations de petits dealers ou pour sécuriser ses informateurs à part Bubbles, un junkie bien connu des quartiers ouest. Finalement, l'enquête opte pour la surveillance électronique, la mise sur écoute et le clonage de bippers afin d'infiltrer les moyens de communication sécurisés de l'organisation Barksdale. Cela conduit l'enquête à des domaines que les commandants espéraient éviter, y compris la politique. Lorsqu'un associé d'Avon Barksdale est arrêté par la police d'État et propose de coopérer, les commandants ordonnent une descente afin de boucler l'affaire. L'inspectrice Kima Greggs est gravement blessée durant l'opération, entraînant une réponse trop zélée du reste du service. Les Barksdale suspectent alors être la cible d'une enquête et changent leur méthodes.
Wallace, un petit dealer, est assassiné par ses amis d'enfance Bodie et Poot, sur les ordres de Stringer Bell, après avoir quitté sa mise en sécurité chez sa famille et être retourné à Baltimore. D'Angelo est arrêté en possession d'un kilo d'héroïne. Apprenant le décès de Wallace, il est prêt à dénoncer son oncle et Stringer mais sa mère le convainc d'annuler le marché et de se laisser condamner pour la famille et par peur de représailles. L'enquête parvient à arrêter Avon pour des faits mineurs ainsi qu'un de ses soldats, Wee-Bey Brice, qui confesse la plupart des meurtres, y compris certains qu'il n'a pas commis. Stringer n'est pas inculpé et prend les rênes de l'empire Barksdale en l'absence d'Avon. L'opposition à leurs supérieurs entraîne de lourdes conséquences pour les officiers : Daniels est écarté d'une promotion et McNulty est muté à la brigade maritime.

## Épisodes

### Épisode 1:La Cible
- États-Unis : 2 juin 2002 sur HBO

Le détective James McNulty de la brigade criminelle est contacté par un juge après que le jeune D'Angelo Barksdale est sorti libre du tribunal. Il lui révèle que l'affaire concernant D'Angelo pourrait être liée à une série d'assassinats restés impunis en raison des mesures d'intimidation ou d'élimination des témoins pratiquées par Avon Barksdale et son gang. Barksdale, à la tête d'un immense réseau de trafic de drogue, est toujours parvenu à échapper à la police. La rencontre entre le policier et le juge provoque de gros remous dans les forces de l'ordre et le capitaine Rawls qui dirige la brigade criminelle recadre McNulty, lui reprochant son insubordination. 

### Épisode 2:Le Détachement
- États-Unis : 9 juin 2002 sur HBO

L'homme qui a témoigné contre D'Angelo Barksdale est assassiné; selon McNulty, ce meurtre a probablement été commandité par Avon Barksdale. La nouvelle parvient aux oreilles du juge qui en parle au commissaire. La nouvelle unité de Daniels s'installe dans ses nouveaux locaux, avec quatre nouvelles recrues, dont le jeune et maladroit Pryzbylewski (surnommé "Prez"). Daniels veut remplacer ce dernier après qu'il a tiré accidentellement dans le mur, mais celui-ci, étant le beau-fils du capitaine Valchek, est protégé. Daniels obtient cependant une nouvelle recrue supplémentaire, Sydnor, pour s'infiltrer dans la rue. Greggs fait appel à Bubbles pour l'aider à identifier et photographier les membres du clan Barksdale. 

### Épisode 3:La Poudre aux yeux
- États-Unis : 16 juin 2002 sur HBO

Le dérapage de Herc, Carver et Prez apporte une très mauvaise publicité à la police, les trois agents risquent des sanctions. Le lieutenant Daniels décide d'écarter Prez du terrain mais le garde au bureau, ce qui arrange tout le monde.  Mais Daniels est mis sous pression par ses supérieurs, qui lui demandent d'obtenir des résultats au plus vite. Pour satisfaire sa hiérarchie, il procèdera à des arrestations sans tarder, même s'il ne s'agira que de petits délinquants. 
L'unité parvient enfin à avoir une photo de leur cible grâce au discret Lester Freamon, qui est allé la récupérer dans un club de boxe. L'agent Sydnor se prépare à rentrer sur le terrain avec Bubbles. McNulty et Greggs cherchent à obtenir des moyens de surveillance, mais la ville n'ayant pas l'équipement récent, ils décident d'aller en demander à un agent du FBI afin d'obtenir des moyens de surveillance. 

### Épisode 4:Histoire ancienne
- États-Unis : 23 juin 2002 sur HBO

Au procès, Greggs et McNulty tentent de remonter la filière criminelle en tentant de soutirer aux prévenus des informations sur Avon Barksdale et Stringer Bell, en vain. Pendant ce temps, Bodie parvient à tromper les agents de sécurité du centre pour jeunes délinquants et à s'enfuir. A la suite du braquage du point de deal, Avon Barksdale, furieux, demande à Stinkum, Wee-Bey et Stringer d'annoncer qu'il double la prime pour celui qui éliminera Omar et sa bande. A la Crim, le sergent Jay Lantzmann demande à McNulty et Bunk de réexaminer une ancienne affaire, celle de l'assassinat d'une ancienne maîtresse d'Avon Barksdale (dont D'Angelo y a été impliqué sur ordre de son oncle pour la réduire au silence, comme explique l'intéressé à son équipe). En parallèle, le sergent défend le cas de McNulty à Rawls.

### Épisode 5:Le Code
- États-Unis : 30 juin 2002 sur HBO

L'équipe de Daniels a obtenu les autorisations pour intercepter les messages du clan Barksdale via les bipers. Mais les policiers sont déroutés par le code qu'emploient les trafiquants. Prez trouve plus tard la clé du code pour la plus grande joie de McNulty. Ce dernier demande à Daniels de mettre sur écoute la cabine publique près du point de deal D'Angelo. Carver et Herk parviennent à rattraper Bodie pour le ramener au centre pour mineur. Ainsi, tous trois se font une partie de billard en attendant le superviseur du centre qui arrive tard dans la nuit. Pendant ce temps, la Crim fait le rapprochement entre plusieurs affaires de meurtres liées aux Barcksdale et McNulty apprend l'assassinat d'un complice d'Omar par les Barksdale, dont il ne tarde pas à découvrir le club d'Avon qui lui sert de couverture. Bubbles retrouve son ami Johnny qui est en convalescence et McNulty veut pouvoir accueillir ses enfants dans son nouvel appartement.

### Épisode 6:Le Lien
- États-Unis : 7 juillet 2002 sur HBO

Le corps ensanglanté de Brandon est retrouvé non loin de la maison de Poot et de Wallace. Ce dernier est bouleversé lorsqu'il apprend la nouvelle, d'autant qu'avec D'Angelo, il se bat avec sa conscience après avoir accepté de l'argent sale. D'Angelo doit écarter momentanément une partie de son équipe car Stringer Bell pense que l'un d'eux est un traitre (ce qui est faux). Quant à Omar, lorsqu'il découvre le corps de son amant assassiné, il décide d'aller raconter tout ce qu'il sait à la police. C'est à ce moment-là que les enquêteurs découvrent qu'ils ont assisté indirectement via les bipers au meurtre de Brandon, quelques heures avant la mise sur écoute.

### Épisode 7:Une arrestation
- États-Unis : 21 juillet 2002 sur HBO

Avertis d'une nouvelle livraison de drogue grâce à l'interception d'un SMS, Greggs, Herk et Carver se rendent sur les lieux. Le succès de leur descente rendent Avon et Stringer suspicieux. Tous deux ne tardent pas à détruire leurs téléphones et à fermer un magasin. Greggs fait libérer Johnny, mais celui-ci doit suivre des réunions de désintoxications avec Bubbles. Wallace ne vient plus au point de deal. Orlando, le gérant du club d'Avon, vient voir D'Angelo pour lui proposer un deal. Daniels se rend à une soirée caritative avec sa femme, et y rencontre le sénateur Clay Davis et son chauffeur Damian Price, ce dernier ayant un penchant pour les vols. 

### Épisode 8:Une affaire personnelle
- États-Unis : 28 juillet 2002 sur HBO

McNulty est enfin parvenu à obtenir le numéro de la plaque d'immatriculation de la voiture de Stringer Bell en utilisant un stratagème plutôt ingénieux. Il le fait filer par ses enfants alors qu'ils se croisent au marché des fruits et légumes. Quelque temps plus tard, l'inspecteur découvre que Stringer Bell suit des cours en école de droit. Orlando, le gérant du club d'Avon, veut se lancer dans la drogue en projetant un deal avec D'Angelo, mais Avon refuse. D'Angelo assiste à la mort par overdose accidentelle d'une des danseuses du club, et évoque avec sa petite amie qu'il devrait remettre leur vie en question. 
Alors qu'ils pistent les livraisons de drogues, Greggs et Carver ont mis la main sur l'assistant d'un membre du Congrès, Damian Price, en possession d'une valise pleine à craquer d'argent liquide d'origine plus que douteuse. Les deux agents tentent d'établir un lien entre l'argent qui était dans la valise du politicien et un trafiquant de drogue dont ils ont mis le téléphone sur écoute. Mais Burrell oblige Daniels à le laisser repartir avec l'argent et fait clore l'enquête. Le juge Phelan intervient en recadrant Burrell et l'enquête peut continuer. Pendant ce temps, Herk et Carver passent un examen pour devenir sergent. 

### Épisode 9:Quitte ou double
- États-Unis : 4 août 2002 sur HBO

Freamon montre à Pryzbylewski et Sydnor comment découvrir le montage financier de Barksdale en passant en revue les comptes d'entreprises qui ont pignon sur rue. Sous couvert d'activités commerciales légales se dissimulent en fait des montages financiers habiles. Toutes ces manœuvres ont pour but de blanchir de l'argent issu de la vente de produits stupéfiants; le montant des sommes engagées s'élève à plusieurs millions. 
Barksdale s'engage dans un jeu dangereux avec un trafiquant de drogue rival du quartier est, Proposition Joe. Un match de basket entre les quartiers ouest et est est organisée au cours duquel l'équipe de Joe remporte. Les enquêteurs repèrent Avon Barksdale au match et tentent de le suivre, mais celui-ci les sème. Stringer Bell projette de proposer une trêve à Omar pour lui tendre un piège. De son côté, Omar projette également de tuer Avon. Pour cela, il livre la drogue volée des Barksdale à Proposition Joe en échange du numéro de biper d'Avon. Mais sa tentative de meurtre échoue et se retrouve blessé. Bubbles retourne vivre dans la cave de sa sœur.

### Épisode 10:Le Prix fort
- États-Unis : 11 août 2002 sur HBO

McNulty et Daniels discutent de la meilleure façon d'assurer la protection d'un témoin-clé, Wallace, avant la date d'un important procès. Selon eux, il faudrait déployer le maximum de moyens pour ne pas perdre ce précieux témoin. Pour cela, Wallace est envoyé sur la côte chez sa grand-mère.
De leur côté, Sydnor et Carver découvrent une des planques de Barksdale et Prez exhibe son don pour les traces écrites. Elena, l'ex-femme de McNulty, prend des mesures draconiennes après avoir appris qu'il avait emmené leurs enfants lors d'une filature de Stringer Bell. Omar, blessé, obtient une rencontre avec Stringer Bell organisée par Proposition Joe pour s'accorder sur une trêve, avant de s'en aller pur New York. Bubbles décide d'arrêter la drogue.

### Épisode 11:La Traque
- États-Unis : 18 août 2002 sur HBO

La brigade criminelle mène l'enquête sur l'embuscade qui a gravement blessé Greggs. McNulty s'en veut de n'avoir pas pu protéger Greggs. Freamon remobilise les troupes pour retourner aux écoutes pour découvrir les tueurs. Bubbles se fait arrêter par erreur lorsqu'il tente de joindre Greggs, et celui-ci aide l'unité à identifier les tueurs. La police se lance sur la piste de Savino, Wee-Bey et "P'tit-Bras". Savino se rend à la police, mais celui-ci nie son implication dans l'embuscade.
A la suite de l'embuscade, les hommes de Barksdale se font de plus en plus rares dans le quartier. Wee-Bey et "P'tit-Bras", les tueurs de l'embuscade, ignoraient qu'ils ont tiré sur un flic. Après avoir éliminé son complice sur ordre de Stringer Bell, Wee-Bey charge D'Angelo de le conduire à Philadelphie où il va se cacher.

### Épisode 12:La Purge
- États-Unis : 1er septembre 2002 sur HBO

La marchandise de Barksdale a été confisquée lors d'un raid minutieusement organisé et Stringer donne de nouvelles instructions à ses hommes pour la suite des opérations en se débarrassant des bipers. Puis il rencontre Levy et Avon afin de décider de l'élimination de toutes les personnes qui seraient capables de faire le lien entre lui-même et le réseau de drogue, dont Wallace. Ce Ce dernier est de retour dans le quartier et, après le refus de D'Angelo, Bodie est chargé de le tuer. C'est un coup dur pour l'équipe de Daniels qui n'a plus moyen d'inculper Stringer Bell.

### Épisode 13:Le Verdict
- États-Unis : 8 septembre 2002 sur HBO

Bunk se rend à l'hôpital pour rendre visite à Greggs. Encore faible, mais consciente, elle est capable de livrer le nom de son agresseur. Quant à Wee-Bey, elle affirme être incapable de reconnaître celui qui leur est tombé dessus. Lorsque Bunk insiste, elle précise qu'il faisait trop sombre.
L'enquête touche à sa fin. De nombreux membres du clan Barksdale sont arrêtés. Avon est libéré sur caution, mais découvre que son club, désormais fermé, était mis sur écoute, et se met d'accord avec Levy pour raisonner D'Angelo. Ce dernier coopère avec la police en parlant des différents meurtres. Pourtant, après avoir reçu la visite de sa mère (et sœur d'Avon), il se rétracte et est lourdement condamné. Carver, promu sergent (au détriment de Herc pourtant mieux classé), est sermonné par Daniels (il a été la taupe de Burrell au sein de l'unité), lui expliquant qu'il doit montrer l'exemple à ses hommes. Grâce aux investigations de Freamon sur l'argent lié au clan menant au sénateur Clay Dais, McNulty demande l'aide du FBI pour mener à bien les poursuites. Mais les fédéraux refusent et McNulty les insulte.
L'unité procède à l'arrestation de Wee-Bey qui porte la responsabilité de tous les meurtres commis par le clan (y compris les deux meurtres de D'Angelo et "P'tit Bras"). Après négociation entre Pearlman et Levy, Avon Barksdale obtient une peine légère, Wee-Bey est condamné à perpétuité et Stringer Bell n'étant pas inquiété prend la tête du clan. Ce dernier félicite pourtant McNulty pour son travail après le procès. 